# Santiago Calatrava Valls
 (mai 2025).
Si vous disposez d'ouvrages ou d'articles de référence ou si vous connaissez des sites web de qualité traitant du thème abordé ici, merci de compléter l'article en donnant les références utiles à sa vérifiabilité et en les liant à la section « Notes et références ».
Pour les articles homonymes, voir Calatrava et Valls (homonymie).
Calatrava  Valls est un nom espagnol. Le premier nom de famille, en général paternel, est Calatrava ; le second, en général maternel, souvent omis, est Valls.
Santiago Calatrava Valls, né le 28 ou le 29 juillet 1951 à Benimàmet (Valence), est un architecte, ingénieur et plasticien espagnol installé en Suisse.

## Biographie
Architecte et ingénieur, par ailleurs sculpteur, peintre et céramiste, Santiago Calatrava Valls est célèbre sous le nom de Santiago Calatrava.
Santiago Calatrava a suivi des études primaires et secondaires à Valence. À huit ans, il entre à l'école des arts et métiers pour y apprendre le dessin et la peinture. Cinq années plus tard, sa famille profite de l'ouverture des frontières pour l'envoyer à Paris dans le cadre d'un échange scolaire. Par la suite, il voyage et étudie également en Suisse. Après ses secondaires, il retourne à Paris avec l'intention de s'inscrire aux Beaux-Arts de Paris ; mais lorsqu'il y arrive en juin 1968, il doit renoncer à son projet. Il repart à Valence et s'inscrit à l'Escuela Tecnica Superior de Arquitectura, une institution relativement récente, où il obtient un diplôme d'architecture et suit un cours d'urbanisme. Pendant sa scolarité, il entreprend aussi des projets indépendants avec un groupe de condisciples, publiant deux livres consacrés à l'architecture vernaculaire de Valence et d'Ibiza.
Attiré par la rigueur mathématique de certains grands ouvrages de l'architecture historique, et sentant que ses travaux à Valence ne lui donnaient pas d'orientation claire, Calatrava décide de poursuivre des études de 3e cycle en génie civil et s'inscrit en 1975 à l'École polytechnique fédérale de Zurich (EPFZ). Il obtient son diplôme d'ingénieur en 1979. C'est à cette époque qu'il rencontre puis épouse une étudiante en droit.
Après son cursus, Calatrava occupe un poste d'assistant à l'EPFZ et commence à accepter de modestes commandes de génie civil, telles que la conception du toit d'une bibliothèque ou d'un balcon pour une résidence privée. Il commence également à répondre aux concours, persuadé qu'il s'agit du meilleur moyen de s'assurer des commandes. Il gagne son premier concours en 1983, pour la conception et la construction de la gare de Stadelhofen à Zurich, ville où il installe son agence.
En 1984, Calatrava a dessiné et construit le Pont Bac de Roda, commandé pour les Jeux olympiques de Barcelone. Ce fut le début des projets de ponts qui établirent sa réputation internationale. Parmi les autres ponts remarquables qui suivirent, il y eut :
- le pont de l'Alamillo, commandés pour l'Exposition universelle de Séville (1987-1992) ;
- le Zubizuri à Bilbao (1990-1997) ;
- le pont Alameda et une station de métro à Valence (1991-95).

Calatrava inaugura l'antenne parisienne de son agence en 1989, alors qu'il travaillait sur le projet de la gare de Lyon-Saint-Exupéry TGV (1989-94). Depuis mai 2004, l'agence de Paris est fermée après le licenciement de tous les collaborateurs. Il ouvre son troisième bureau, à Valence, en 1991 pour faciliter ses travaux sur un concours, celui de la Cité des arts et des sciences à Valence, un très grand projet de complexe culturel et d'intervention urbaine. Parmi les autres projets publics importants, de la fin des années 1980 au milieu des années 1990, on peut citer :
- la Place Brookfield à Toronto (1987-1992) ;
- la gare d'Oriente à Lisbonne (1993-1998, commandée pour l'Expo '98) ;
- sa proposition retenue pour la cathédrale Saint John the Divine à New York (1991), mais le projet n'a pas été réalisé.

Les expositions de ses œuvres commencent en 1985, avec la présentation de neuf sculptures dans une galerie d'art à Zurich. Deux expositions ont marqué une nouvelle étape dans la reconnaissance de son activité artistique : une rétrospective à l'Institut royal des architectes britanniques (Royal Institute of British Architects), à Londres, en 1992, et l'exposition Structure and Expression au Museum of Modern Art de New York, en 1993. Celle-ci comprenait l'installation dans le Sculpture Garden of Shadow Machine du musée d'une sculpture monumentale avec des « doigts » ondulants en béton. L'exposition la plus complète consacrée à son travail fut Santiago Calatrava : artiste, architecte, ingénieur, présentée au palais Strozzi à Florence, en Italie (2000-2001). Des expositions comparables furent montées en 2001 à Dallas, au Texas (à l'occasion de l'inauguration du nouveau Meadows Museum) et à Athènes, à la pinacothèque nationale d'Athènes.
En octobre 2021, son nom est cité dans les Pandora Papers.

## L'artiste
Calatrava est aussi un artiste prolifique en tant que peintre, sculpteur, céramiste, ou encore concepteur de mobiles, revendiquant que l'architecture combine tous les arts. En 2003, le Metropolitan Museum of Art de New York tint une exposition de plusieurs de ses œuvres sous l'appellation Santiago Calatrava: Sculpture Into Architecture. D'autres expositions ont également été organisées en Allemagne, Angleterre, Espagne, et Italie. De mai à septembre 2010 a été organisée une exposition au Grand Curtius de Liège en Belgique.

## Principales œuvres

### Ouvrages achevés

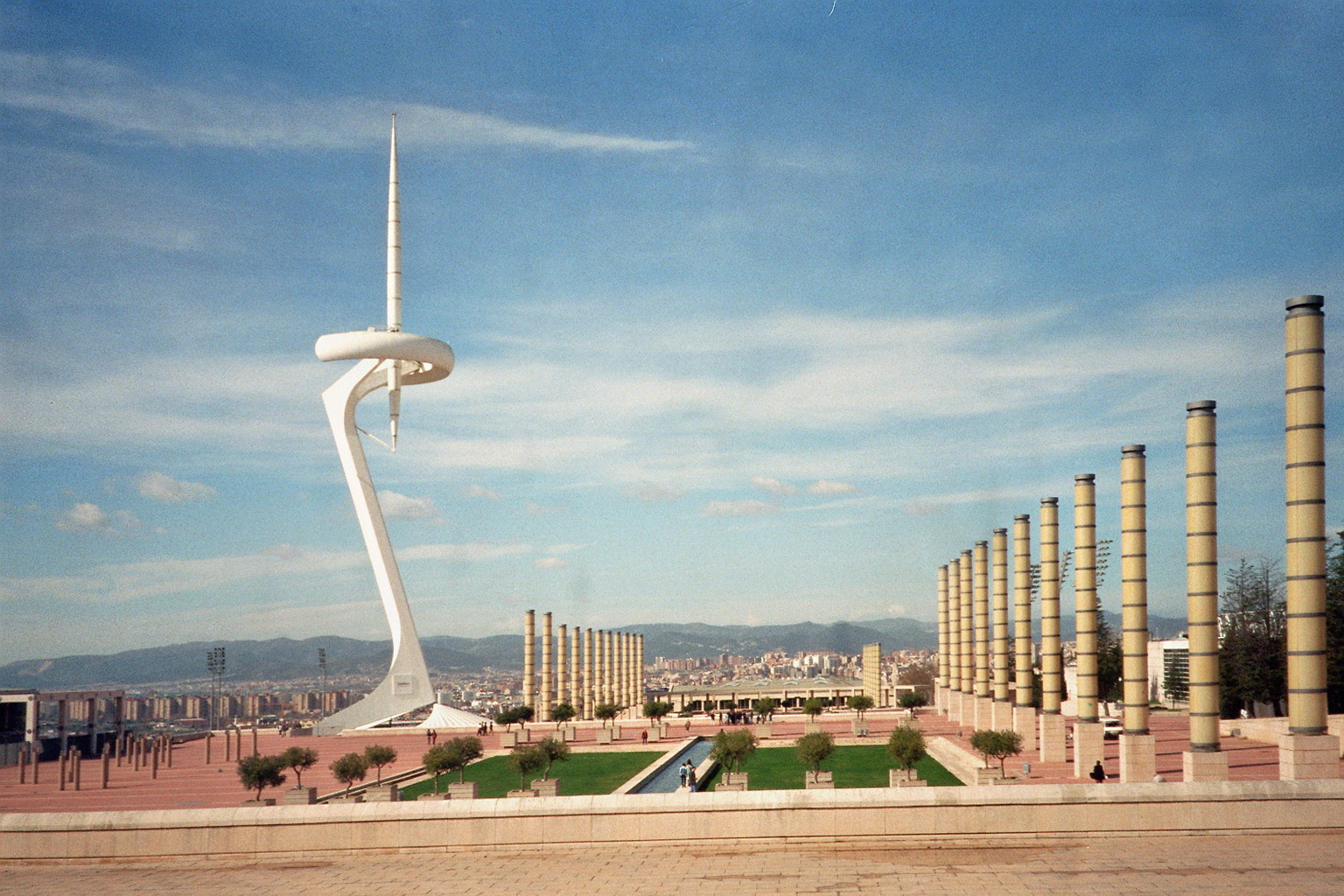
La Tour de télécommunications de Montjuïc, 1992.

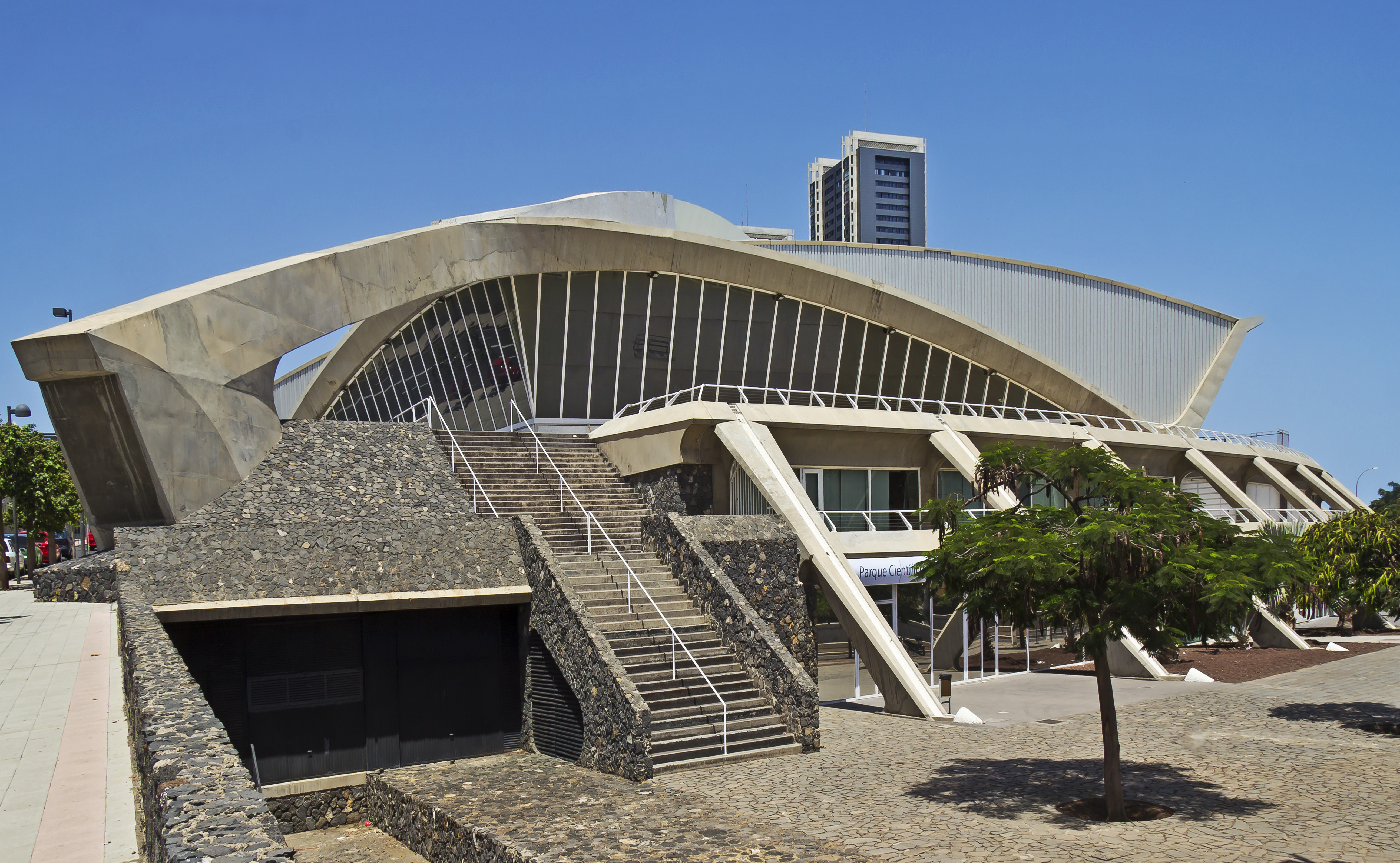
Le Centre international de Foires et Congrès de Tenerife, 1996.

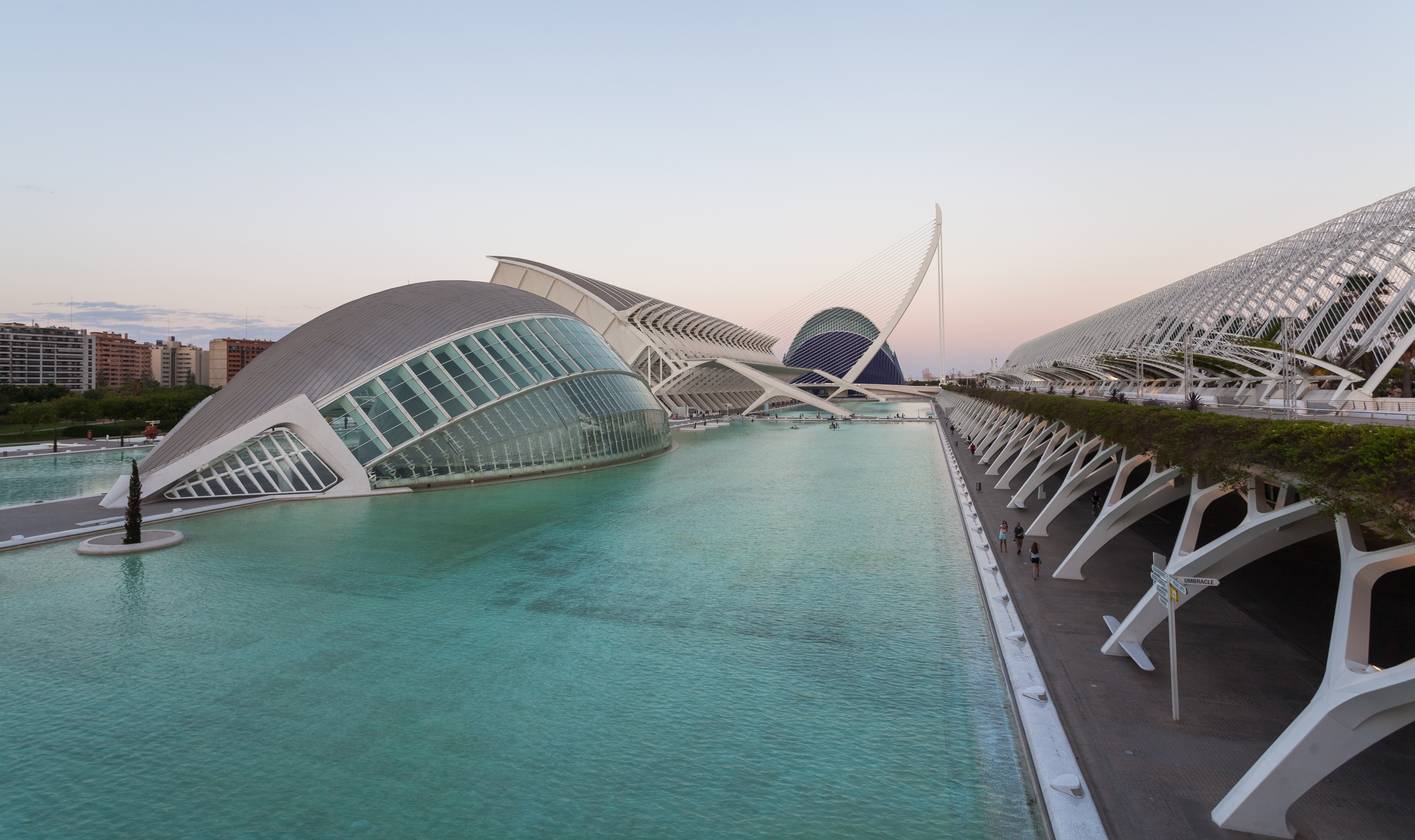
La Cité des arts et des sciences à Valence.

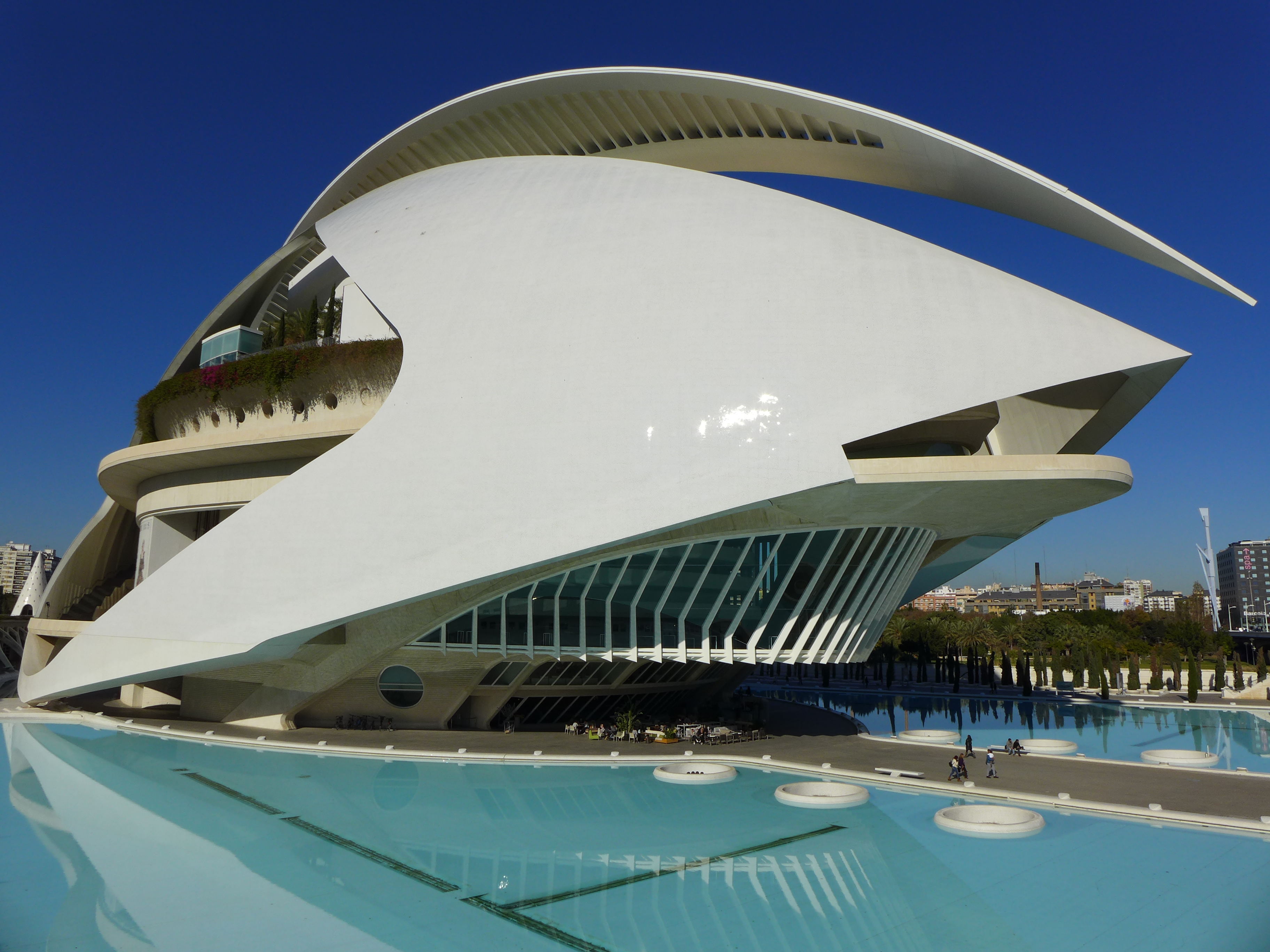
Le Palais des Arts Reina-Sofía en 2014.

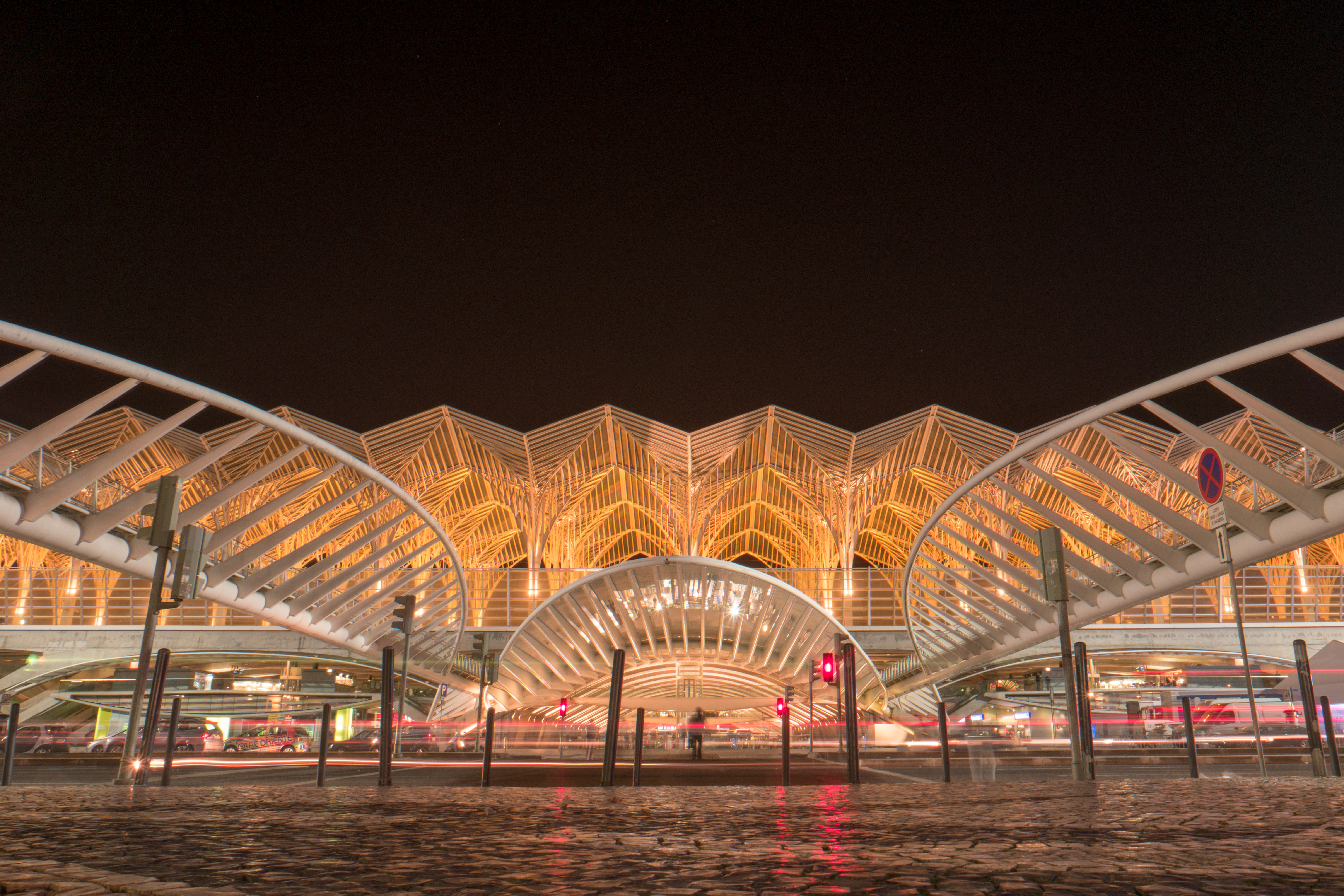
Gare d'Oriente à Lisbonne, 1998.

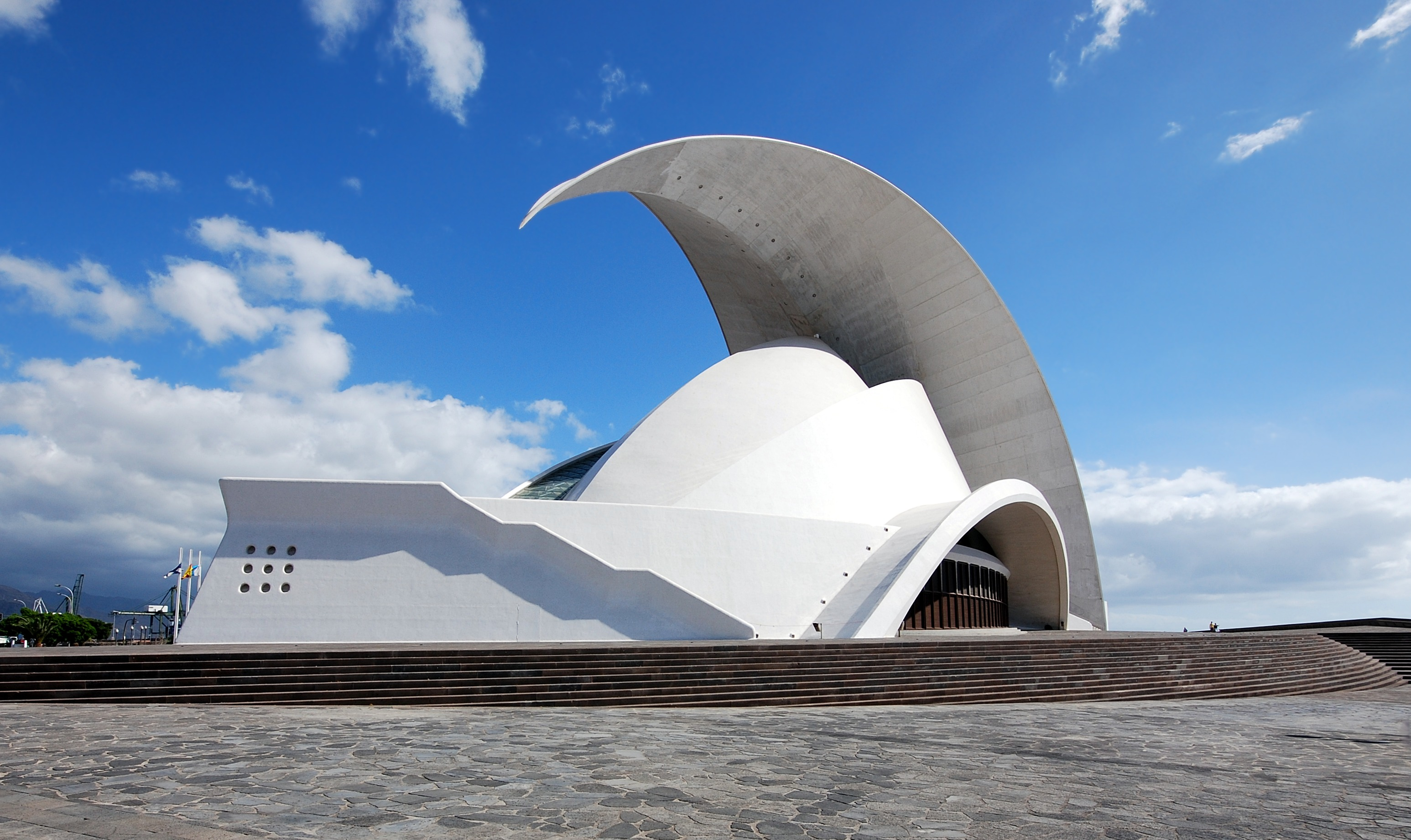
Auditorium de Tenerife, 2003.

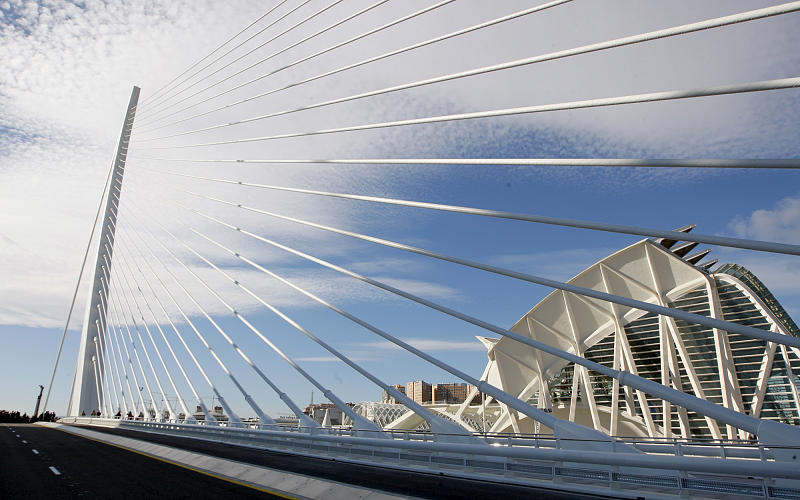
Le Pont de l'Assut de l'Or à Valence, 2008.

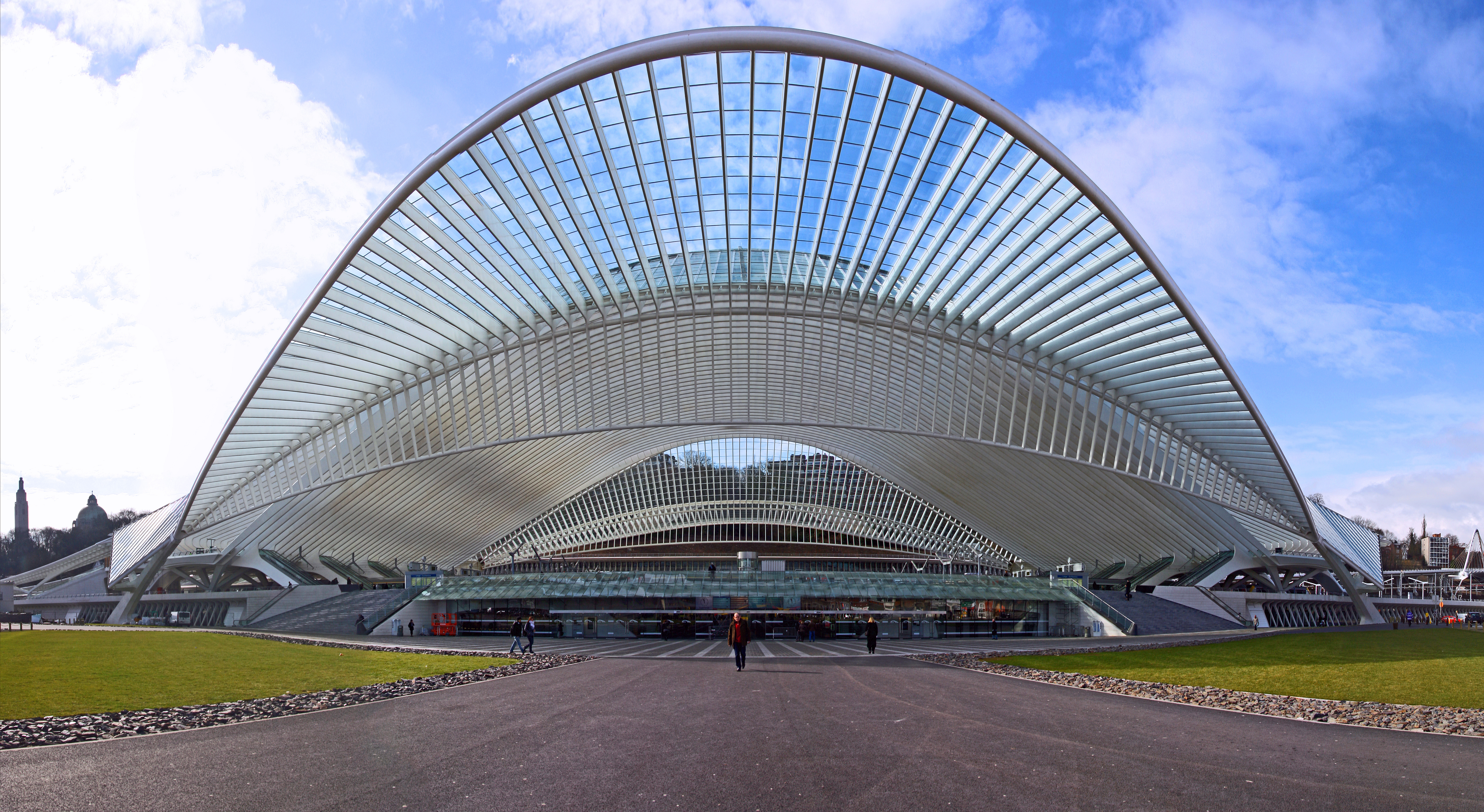
La Gare de Liège-Guillemins à Liège, 2009.

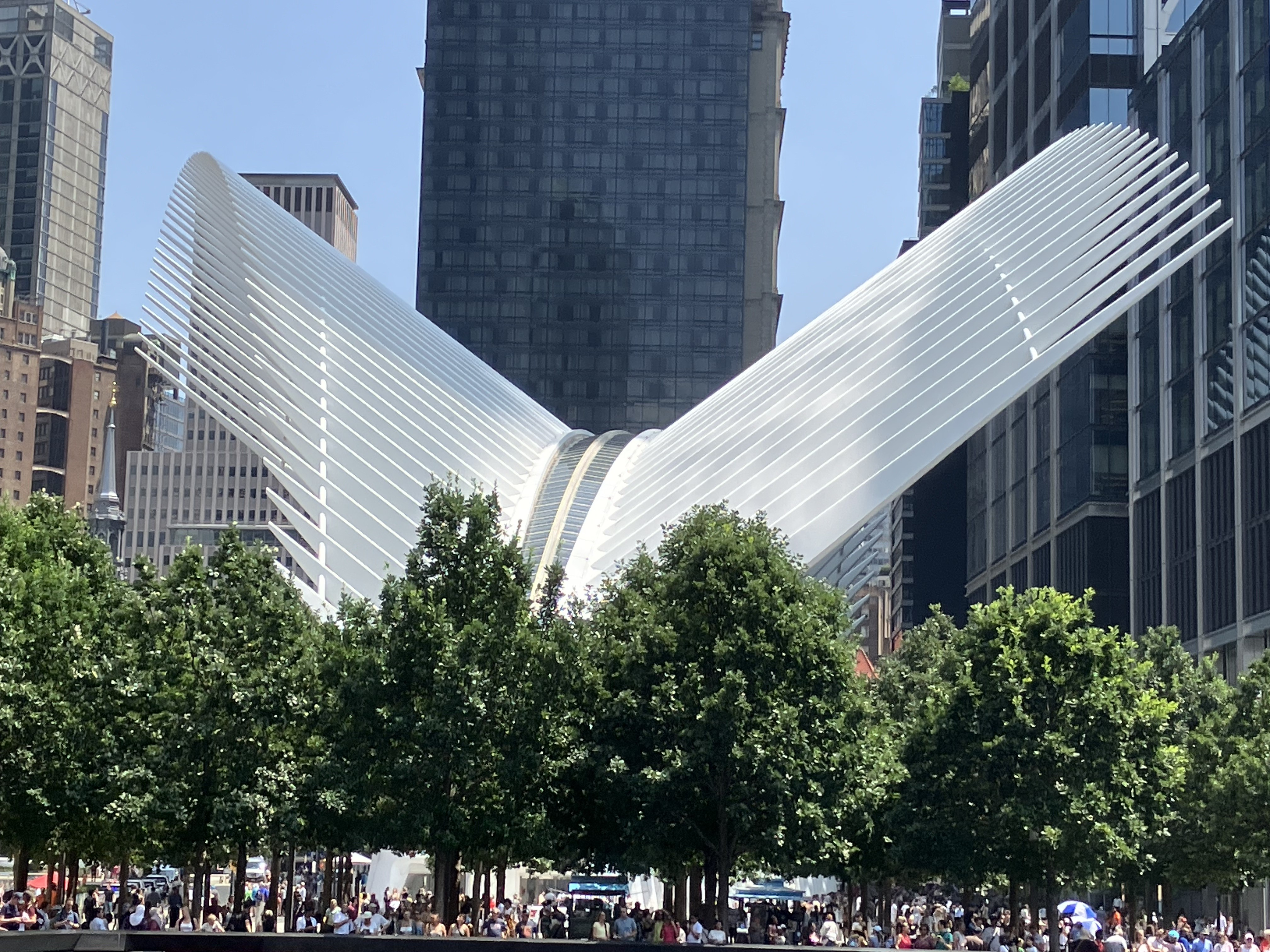
World Trade Center (PATH/métro de New York), 2016.

Parmi les projets inaugurés les plus importants figurent :
- 1984 : le Jakem Steel Warehouse à Münchwilen (Suisse)
- 1987 : le théâtre de Tabourettli à Bâle (Suisse)
- 1987 : la passerelle Mataro à Créteil (France)
- 1988 : Lycée de Wohlen (Suisse)
- 1988 : le Barenmatte Community Center à Suhr (Suisse)
- 1989 : le Lucerne Station Hal à Lucerne (Suisse)
- 1989 : le pont du 9 Octobre à Valence (Espagne)
- 1990 : la gare de Zurich Stadelhofen (Suisse)
- 1992 : la cité de Charleroi-Nord (Belgique)
- 1992 : le Canada Trust Tower à Toronto (Canada)
- 1992 : le pont de l'Alamillo à Séville (Espagne)
- 1992 : le pont de Lusitanie à Mérida (Espagne)
- 1992 : le pont Bac de Roda à Barcelone (Espagne)
- 1992 : la tour de télécommunications de Montjuïc, au cœur de l'Anneau olympique, à Barcelone (Espagne)
- 1992 : le pavillon du Koweït à l'exposition universelle à Séville (Espagne)
- 1994 : la gare TGV Saint-Exupéry à Lyon (anciennement Satolas, France)
- 1994 : l' Oberbaumbrücke à Berlin (Allemagne)
- 1994 : le pont du Kronprinz à Berlin (Allemagne)
- 1995 : le Trinity Bridge à Salford (Royaume-Uni)
- 1995 : l' Ernsting Warehouse à Coesfeld (Allemagne)
- 1995 : le pont Alameda à Valence (Espagne)
- 1995 : la salle Bourse de Saint Georges à Alcoy (Espagne)
- 1995 : le pont d'Itsas Aurre à Ondarroa (Espagne)
- 1995 : le Service d'urgences à Saint-Gall (Suisse)
- 1996 : le Centre international de Foires et Congrès de Tenerife (Espagne)
- 1997 : le pont Zubizuri à Bilbao (Espagne)
- 1998 : la Cité des arts et des sciences à Valence (Espagne)
  - 1998 : Hemisfèric
  - 2000 : Musée des sciences Príncipe Felipe
  - 2000 : L'Umbracle
  - 2002 : L'Oceanogràfic
  - 2004 : le Palais des Arts Reina-Sofía ou Opéra de Valence
  - 2008 : le Pont de l'Assut de l'Or
  - 2009 : Ágora
  - en projet : Las Torres Valencia, Castellón y Alicante
- 1998 : la gare d'Oriente à Lisbonne (Portugal)
- 1998 : la passerelle Jorge-Manrique à Murcie (Espagne)
- 2000 : l'aéroport international de Bilbao (Espagne)
- 2001 : le pont de l'Europe à Orléans, reliant les communes de Saint-Jean-de-la-Ruelle et Saint-Pryvé-Saint-Mesmin (France)
- 2001 : la cave Bodegas d'Ysios upategia à Laguardia (Espagne)
- 2001 : la célèbre extension du Milwaukee Art Museum (son premier bâtiment aux États-Unis)
- 2001 : le Puente de la Mujer (pont de la Femme) à Puerto Madero, Buenos Aires (Argentine)
- 2002 : le pont des Fleurs à Valence (Espagne)
- 2003 : le pont James Joyce à Dublin (Irlande)
- 2003 : le pont Petach Tikvah à Tel Aviv (Israël)
- 2003 : Auditorium de Tenerife à Santa Cruz de Tenerife (Îles Canaries, Espagne)
- 2004 : le pont Cadran Solaire à Redding (Californie, États-Unis)
- 2004 : l'OAKA, le Complexe olympique d'Athènes (Grèce)
- 2004 : les trois ponts sur le canal de Haarlemmermeer, portant chacun le nom d'un instrument de musique à cordes : la Harpe, le Luth, le Cistre (Pays-Bas)
- 2004 : la bibliothèque de droit de l'Université de Zurich (Suisse)
- 2005 : le Turning Torso à Malmö (Suède). A reçu l'Emporis Skyscraper Award 2005
- 2005 : le pont entre l'Ovnat shopping Mall et le centre médical Rabin à Petah Tikva (Israël)
- 2007 : trois ponts sur l'autoroute A1 et le Treno ad Alta Velocità en Reggio d'Émilie (Italie)
- 2008 : le Pont de Cordes pour le passage du tramway à l'entrée de Jérusalem (Israël)
- 2008 : le pont de la Constitution sur le Grand Canal de Venise (Italie), inauguré le 11 septembre[3]
- 2009 : la gare TGV de Liège-Guillemins et le pont de l'Observatoire (2002, mais mis en exploitation en même temps que la dite gare) à Liège (Belgique)
- 2009 : le pont Samuel Beckett à Dublin (Irlande)
- 2009 : l'Obélisque de la Caisse de Madrid à Madrid (Espagne)
- 2011 : le Palais des expositions et des congrès d'Oviedo (Espagne)
- 2012 : le pont de la Paix à Calgary (Canada)
- 2013 : la gare TAV Mediopadana, Reggio Emilia (Italie)
- 2015 : le Musée de Demain à Rio de Janeiro (Brésil)
- 2016 : World Trade Center (PATH/métro de New York) à New York (États-Unis)
- 2018 : le pont San Francesco di Paola à Cosenza (Italie)

- 2022 : l'Église grecque orthodoxe Saint-Nicolas dans le World Trade Center à New York.
- 2024 : la Gare ferroviaire de Mons (Belgique)

### Ouvrages en construction et projets

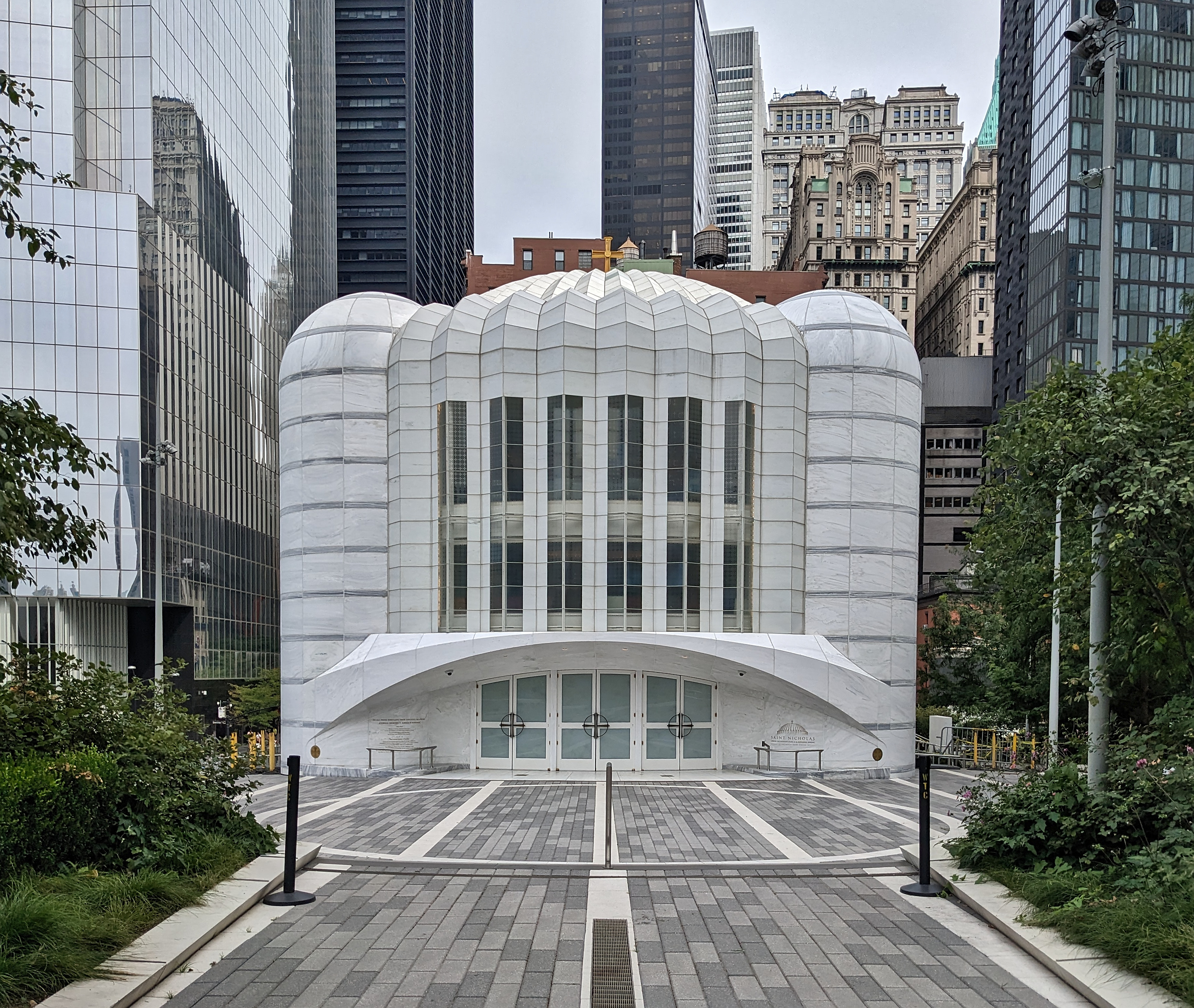
L'Église grecque orthodoxe Saint-Nicolas dans le World Trade Center à New York, 2022.

Parmi les projets planifiés ou bientôt achevés, on peut citer :
- le Symphony Center pour l'Orchestre symphonique d'Atlanta, en Géorgie, aux États-Unis ;
- la Florida Polytechnic University, aux États-Unis ;
- la Cité du Sport à Rome, en Italie (inachevée) ;
- la Chicago Spire, gratte-ciel résidentiel à Chicago, aux États-Unis (projet annulé) ;
- le campus de l'Université de Maastricht, aux Pays-Bas ;
- l'Opéra de Palma de Majorque, en Espagne ;
- la gare et deux ponts de l'Aéroport international de Denver, aux États-Unis ;
- le 80 South Street, gratte-ciel de New York sur l'East River (projet annulé) ;
- le Pont de Margaret Hunt Hill à Dallas, aux États-Unis ;
- le gratte-ciel sur la rivière Liffey à Dublin, en Irlande ;

Parmi ses principales commandes, Calatrava a été retenu pour concevoir la cathédrale Christ et Lumière (en) pour le diocèse catholique d'Oakland, en Californie, avant que son projet ne soit finalement écarté.
Calatrava a également concouru pour divers autres projets, sans que ses projets ne soient retenus, dont la rénovation du palais du Reichstag à Berlin et l'East London River Crossing.

## Récompenses et prix
Parmi les nombreux prix et récompenses attribués à Santiago Calatrava, on peut citer :
- 2010 : docteur honoris causa de l'université de Liège[4]
- 2011 :  Officier du Mérite wallon (O.M.W.)
- Médaille d'or de l'Institute of Structural Engineers, Londres
- Prix City of Toronto Urban Design Award
- nomination au titre de Global Leader for Tomorrow par le Forum économique mondial de Davos
- Creu de Sant Jordi, Barcelone
- Médaille d'or du mérite des beaux-arts par le Ministère de l'Éducation, de la Culture et des Sports en 1995[5]
- Chevalier de l'ordre des Arts et des Lettres, Paris
- Prix Algur H. Meadows Award for Excellence in the Arts (Meadows School of the Arts)
- Médaille d'or du Circulo de Bellas Artes, Valence
- titre Best of 2001 décerné par le magazine Time pour l'extension du Milwaukee Art Museum
- Médaille Sir Misha Black Medal, Royal College of Art, Londres
- Médaille Leonardo da Vinci, Société pour la Formation des Ingénieurs
- Prix Principe de Asturias Art Prize
- Grande médaille d'or d'architecture de l’Académie d’architecture, Paris
- Prix Silver Beam Award de l'Institut suédois de construction en acier et International llumination Design Award of Merit de l'Illuminating Engineering Society of North America pour l'éclairage intérieur de l'extension du Milwaukee Art Museum
- Médaille d'or de l'American Institute of Architects (AIA) en 2005[6].
- Grand officier de l'ordre du Mérite du Portugal

De plus, à ce jour[Quand ?], Santiago Calatrava a reçu douze titres de docteur honoris causa.

## Controverses
Le travail de Calatrava est parfois durement critiqué. Ces critiques concernent principalement les budgets non respectés, la corruption, les coûts d'entretien élevés et des carences structurelles et fonctionnelles graves.
Les projets les plus critiqués sont :
- l'aéroport de Bilbao (avec une salle d'attente à l'air libre, sous un climat pour le moins pluvieux) ;
- le pont blanc de Bilbao (très glissant chaque fois qu'il pleut) ;
- le pont sur le Grand Canal de Venise ;
- la station de métro de Ground Zero, le World Trade Center Transportation Hub, à New York (six ans de retard et budget doublé) ;
- la Cité des arts et des sciences de Valence[9] (gaspillage d'espace) ;
- la gare de Mons (10 ans de retard et budget 13 fois l'estimation de départ)[10] ;
- le Palais des Congrès d'Oviedo. Santiago Calatrava est condamné en juin 2016 à verser une indemnité de 2,96 millions d'euros au promoteur Jovellanos XXI pour conduite négligente, à l'origine de dégâts engendrés par l’effondrement de gradins en 2006, faisant trois blessés[11].